# برنارد أوكونور
برنارد أوكونور (بالإنجليزية: Bernard O'Connor)‏ هو لاعب كرة القدم الغالية أيرلندي، ولد في 20 مارس 1979.